# 四日市メリノール学院中学校・高等学校
四日市メリノール学院中学校・高等学校（よっかいちメリノールがくいんちゅうがっこう・こうとうがっこう、YOKKAICHI MARYKNOLL SCHOOL）は、三重県四日市市にある私立の中学校・高等学校。カトリック系ミッションスクールである。
旧校名はメリノール女子学院。2017年度（平成29年度）より男女共学となり「四日市メリノール学院」に校名変更した。

## 概要
1962年（昭和37年）、メリノール女子修道会がメリノール女子学院を設立。1963年に高等学校、1964年に中学校を開校した。経営上の理由から、1993年（平成5年）より同じカトリックの女子修道会であるエスコラピアス女子修道会が運営に協力することになり、2003年（平成15年）には同女子修道会に運営母体が移行している。

### 学校の特色
- 英語科は特にオーラルレッスンに力を入れている。
- 中学3年生時に全員がカナダでの語学研修を行っていたが、現在は無くなり修学旅行になった。
- 社会人女子ラグビーチーム「PEARLS」の18歳以下チーム「PEARLSジュニア」は、多くが同高校の生徒である[1]。PEARLSは、同校ラグビー場を主な練習場にしている[2]。

## 沿革
- 1962年（昭和37年）12月 - 学校法人メリノール女子学院設立
- 1963年（昭和38年）4月 - メリノール女子学院高等学校開校
- 1964年（昭和39年）4月 - メリノール女子学院中学校開校
- 1981年（昭和56年）4月 - 6年中・高一貫教育実施
- 1993年（平成5年）- エスコラピアス女子修道会が運営に協力
- 2000年（平成12年） - 併設型の中高一貫教育となる
- 2003年（平成15年） - メリノール修道会よりエスコラピアス修道女会へ運営母体を移行
- 2013年（平成25年） - 創立50周年を迎える
- 2015年（平成27年） - 高等学校を普通科に一本化
- 2017年（平成29年）4月 - 男女共学化し「四日市メリノール学院中学校・高等学校」に校名変更[3]
- 2023年（令和4年）4月 - 高等学校に通信制課程を設置[4]

## 周辺
- 四日市市西郊の丘陵地。少し西を東名阪自動車道がかすめるが、インターチェンジ等は近くにない。
- 御池沼沢植物群落（国指定の天然記念物）
- 四日市市立大池中学校
- 三重県道616号田光四日市線

## 交通アクセス
スクールバスが運行されており、ほとんどの生徒が駅からスクールバスを利用する。
- 近鉄四日市駅よりスクールバス、または湯の山線高角駅・伊勢川島駅よりスクールバス
- 希望が丘・大山田団地・ネオポリス方面からスクールバス

## 著名な卒業生
- 吉川有美（参議院議員）
- 花井悠希（ヴァイオリニスト）
- 石榑亜紀子（気象予報士）
- 水谷咲良（女子ラグビー選手）
- 松崎杏香（メ～テレアナウンサー）